# 萩原憲治
萩原憲治（はぎわら けんじ、1929年2月16日 - ）は元大映、元日活の映画カメラマン(撮影技師、撮影監督、特撮監督)である。

## 来歴
カメラマンデビュー作品は、1961年の映画『天に代わりて不義を討つ』。日活時代の代表作に『愛と死をみつめて』、『けんかえれじい』などがある。
日活がロマンポルノ製作をメインにして以降も、日活ロマンポルノ作品の撮影担当する一方、山口百恵主演映画の殆どを監督した。

## 受賞歴
- 富士フイルム技術賞 2回[1]
- 文化庁映画功労賞 [1][6]
- 第40回日本アカデミー賞特別賞[1]

## 主な作品
- 天に代わりて不義を討つ (1961)
- 若い人 (1962)
- ハイティーンやくざ (1962)
- 波止場の賭博師 (1963)
- 青い山脈 (1963)
- 鉄火場破り (1964)
- 河内ぞろ 喧嘩軍鶏 (1964)
- 愛と死をみつめて (1964)
- 涙をありがとう (1965)
- 日本仁侠伝 血祭り喧嘩状 (1966)
- 嵐を呼ぶ男 (1966)
- けんかえれじい (1966)
- 男の紋章 竜虎無情 (1966)
- 大空に乾杯 (1966)
- 東京市街戦 (1967)
- 斜陽のおもかげ (1967)
- 対決 (1967)
- 星よ嘆くな 勝利の男 (1967)
- 君が青春のとき (1967)
- 孤島の太陽 (1968)
- 博徒無情 (1969)
- 新宿アウトロー ぶっ飛ばせ (1971)
- 野良猫ロック 暴走集団’71 (1971)
- 八月の濡れた砂 (1971)
- エロスは甘き香り (1973)
- 赤ちょうちん (1974)
- 妹 (1974)
- 伊豆の踊子 (1974)
- 花の高2トリオ 初恋時代 (1975)
- 潮騒 (1975)
- 絶唱 (1975)
- 春琴抄 (1976)
- エデンの海 (1976)
- 東京チャタレー夫人 (1977)
- 炎の舞 (1978)
- ふりむけば愛 (1978)
- 天使を誘惑 (1979)
- ホワイト・ラブ (1979)
- 青春デンデケデケデケ (1992)
- 犬と歩けば (2004)[7]

## 脚註
1. 1 2 3 4 5 6  “第40回特別賞”.   日本アカデミー賞公式. 2022年8月28日閲覧。
2. 1 2  “萩原憲治”.   ぴあ. 2022年8月28日閲覧。
3. ↑  “愛と死をみつめて”.   文化庁 映画情報システム. 2022年8月28日閲覧。
4. ↑  “けんかえれじい”.   文化庁 映画情報システム. 2022年8月28日閲覧。
5. ↑  “エロスは甘き香り”.   文化庁 映画情報システム. 2022年8月28日閲覧。
6. ↑  “文化庁映画賞一覧”.   文化庁. 2022年8月28日閲覧。
7. ↑  “犬と歩けば”.   NFAD. 2022年8月28日閲覧。